# الدمازین
الدمازین (به عربی: الدمازین) شهری در استان نیل آبی کشور سودان است که جمعیت آن در سرشماری سال ۱۹۹۳ میلادی ۷۱٫۸۲۱ نفر بوده و در سال ۲۰۰۷ میلادی ۲۱۲٫۷۸۲ نفر تخمین زده شده است.